# Batesonův–Dobzhanského–Mullerův model

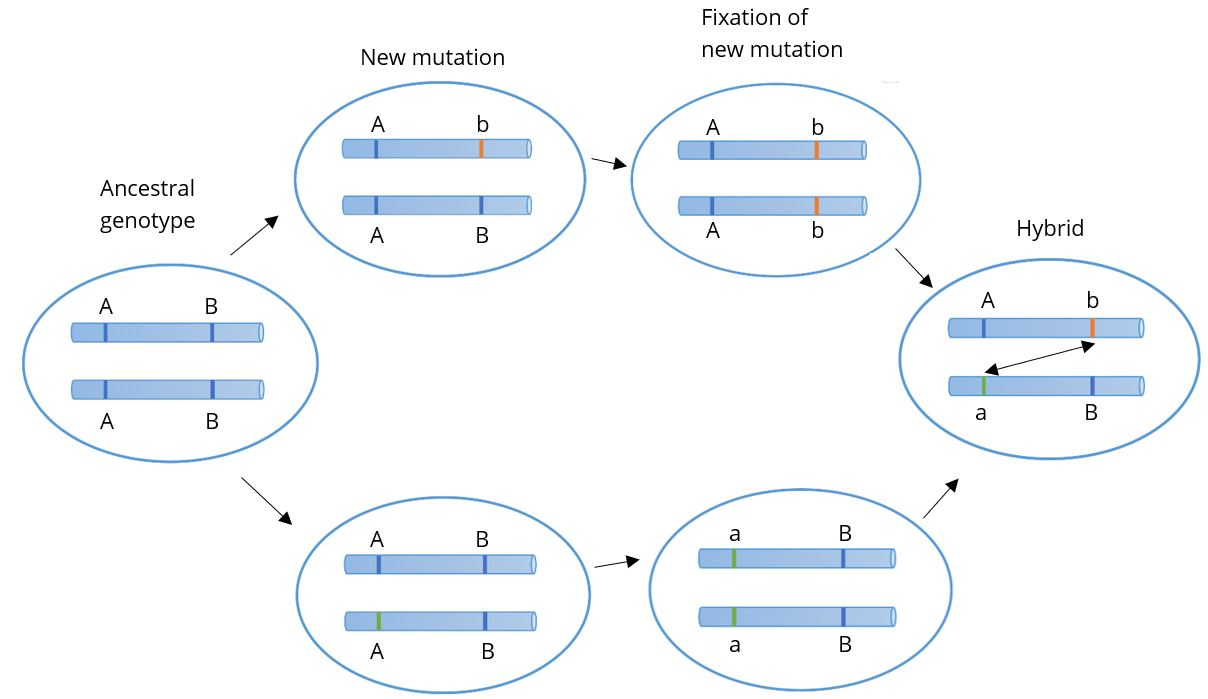
Schéma modelu

Batesonův–Dobzhanského–Mullerův model (někdy též jen Dobzhanského-Mullerův) je modelem evoluce genetické nekompatibility. Tato teorie byla poprvé popsána Williamem Batesonem v roce 1909,, a následně v roce 1934 zcela nezávisle Theodosiem Dobzhanským. Později byla rozpracována Hermanem Mullerem.
Tento model se pokouší vysvětlit, jak se vytváří nekompatibilita mezi blízce příbuznými druhy v situaci, kdy ani jeden z druhů neprochází údolím adaptivní krajiny. Ve své nejjednodušší formě nám tento model ukazuje, že je třeba alespoň dvou změn v lokusu genu k vytvoření hybridní nekompatibility nebo alespoň k poklesu biologické zdatnosti potomků jedinců z dvou ancestrálně identických, avšak alopatrických populací. Tato teorie vychází z myšlenky, že by jedna alela nově vzešlá alela v jedné populaci neměla v druhé populaci způsobovat pokles biologické zdatnosti, máli tato druhá populace shodné genetické pozadí. K vytvoření nekompatibility musí ve druhé populaci vzniknout další alela, která bude s alelou přenesenou nekompatibilní.